# Benito Rodríguez Valtodano
Benito Rodríguez Valtodano ou Benito Rodríguez Baltodano (falecido em 1629) foi um prelado católico romano que serviu como bispo da Nicarágua (1620–1629).

## Biografia
Benito Rodríguez Valtodano foi ordenado sacerdote na Ordem de São Bento. A 27 de agosto de 1620, foi escolhido pelo Rei da Espanha e confirmado pelo Papa Gregório XV no dia 17 de março de 1621 como Bispo da Nicarágua. Em 1622, foi consagrado bispo por Alfonso del Galdo, bispo de Comayagua. Serviu como Bispo da Nicarágua até à sua morte em 1629.